# Александар Станишић
Александар Станишић (Пријепоље, 15. децембар 1877 − Бања Врућица, Теслић, 26. август 1934) је био српски професор и политичар. Станишић је био министар, народни посланик, сенатор и бан.

## Биографија
Био је наставник Српске мушке гимназије и учитељ основне школе у Скопљу (1899–1901). Студирао је педагогију и филозофију у Лајпцигу и Јени. Био је наставник у богословији у Призрену (од јануара 1904. до септембра 1906. године), наставник Српске мушке гимназији и Учитељске школе у Скопљу (1908–1912). Краће време био је на одсуству ради довршавања студија у Јени и Берну. Докторирао је фиолозофију. Школске 1911/12. био је заступник директора Гимназије и Учитељске школе 1911/12. у Скопљу. Управитељ Учитељске школе био је 1913. За време Првог светског рата био је директор учитељских течајева и директор интерната у српској школи у Ници (1918). Вршио је дужност просветног инспектора за Скопску и Косовску област.
Био је посланик у Привременом народном представништву (1919), министар исхране и обнове земље (1920), државни саветник (1922–1931). Постављен је за сенатора Зетске бановине јануара 1932. За бана Зетске бановине изабран је априла 1932. За бана Вардарске бановине изабран је 1934.
Као просветни радник у Старој Србије био је активан у националним пословима. Био је потпредседник Скупштине отоманских Срба (1909), члан Четничког одбора и један од организатора четничких акција.